# Конотопський Центр дитячо-юнацької творчості
Конотопський Центр дитячо-юнацької творчості (ЦДЮТ) — є найбільшим із позашкільних закладів Конотопа.
Станом на 2013 в колективі 34 педагогів, середній вік яких 35 років. Директор — В. М. Ярмола.

## Історія
Створений у листопаді 1948 як Будинок піонерів із чотирма гуртками. 
У 1991 Конотопський міський Будинок піонерів було перейменовано у Центр дитячо-юнацької творчості (ЦДЮТ).

## Приміщення
У 1984 Будинок піонерів отримав нове приміщення за адресою проспект Миру, 6, де знаходиться і нині. 
Дане приміщення споруджене в 1926–1927 як Будинок Рад і є пам'яткою архітектури місцевого значення. Урочисте відкриття Будинку Рад відбулося 20 жовтня 1927.

## Діяльність

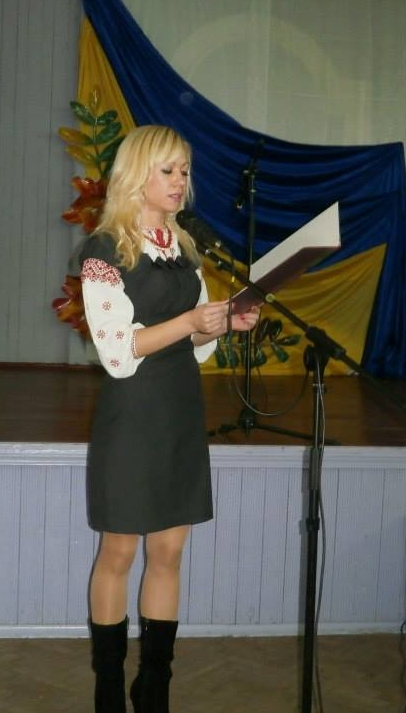
Олена Багрянцева, головний редактор газети «Конотопський край» — ведуча творчого вечора з нагоди Дня української писемності та мови у ЦДЮТ, листопад 2014

Основним напрямом діяльності закладу є художньо-естетичний. Працюють:
- хореографічна студія «Лілея»,
- гурток сучасної хореографії «Сузір'я»,
- гурток народної хореографії «Мрія»,
- Клуб спортивного бального танцю «Сучасник»,
- вокально-хореографічний колектив «До-Мі-Соль-ка»,
- вокальний колектив «Конфетті»,
- вокально-інструментальний ансамбль «Джем»,
- студіі образотворчого мистецтва «Гармонія» і «Палітра»,
- гуртки декоративно-ужиткового мистецтва «Колорит», «Аксесуарне моделювання», «Сувенір», Фантазія".

Соціально-гуманітарний напрям:
- Клуб лідерів «Лад»,
- Школа-студія дитячого телебачення "Ми плюс «Кон-такт»,
- молодіжне крило літературної студії «Джерела»,
- гурток «Англійська мова», Техніко-технологічний напрям: авіамоделізм, фотогурток

Військово-патріотичний напрям: «Школа мужності».
В об'єднанні дошкільнят готуються до школи майже 200 малюків.
Станом на 2013 у трьох десятках різноманітних гуртків ЦДЮТ займаються близько півтори тисячі вихованців.
Протягом кожного навчального року організаційно-масовими заходами ЦДЮТ охоплюється близько п'яти тисяч школярів міста.